# Partido Pirata (Finlandia)
El Partido Pirata (en finés: Piraattipuolue, en sueco: Piratpartiet) es un partido político registrado en Finlandia. El grupo tiene actualmente alrededor de 4.065 miembros. El presidente del partido es Pekka Mustonen. El partido es miembro de Pirate Parties International.

## Historia
En enero de 2008, Matti Hiltunen registró el dominio piraattipuolue.fi y creó un BBS en el sitio. En mayo de 2008, unos 50 miembros fundadores del partido celebraron la asamblea fundadora en Tampere. En septiembre de 2008, el partido comenzó a recolectar las 5.000 tarjetas de apoyo (firmas) (fi) que necesitaba para registrar oficialmente el partido. El objetivo del partido era participar en las elecciones parlamentarias europeas de 2009 . Las tarjetas de apoyo fueron recogidas antes del 1 de junio de 2009, demasiado tarde para las elecciones. El partido se registró oficialmente el 13 de agosto de 2009.
En octubre de 2009, el Partido Pirata participó en la elección municipal especial de Loviisa con 1 candidato, pero no ganó un escaño. La primera elección importante del partido fue la elección parlamentaria finlandesa de 2011 con 127 candidatos en 11 distritos electorales, reuniendo el 0.5% de los votos y convirtiéndose en el partido más grande que no tiene escaños en el parlamento. En las elecciones al Parlamento Europeo de 2014 reunió 12.378 votos (0.7%). En las elecciones parlamentarias finlandesas de 2015, el partido obtuvo 25.105 o el 0,8% del total de votos, y quedó sin escaños en el parlamento. En consecuencia, el Ministerio de Justicia decidió eliminar al Partido Pirata entre otros 5 de su lista de partidos políticos debido a la falta de confianza en la votación parlamentaria para dos elecciones. El partido recolectó las 5.000 tarjetas de apoyo necesarias nuevamente y se registró el 6 de junio de 2016.
En las elecciones municipales de 2017, el Partido Pirata obtuvo dos escaños en los consejos municipales, uno en Helsinki y otro en Jyväskylä. El miembro del consejo de Helsinki, Petrus Pennanen, recibió 1.364 votos; El miembro del consejo de Jyväskylä, Arto Lampila, recibió 191 votos.

## Objetivos políticos
En su agenda política, el partido apunta a desarrollar una democracia abierta, salvaguardar los derechos civiles y aumentar la transparencia en la política. Quiere liberar la información y la cultura de las restricciones prohibitivas y revisar la utilidad del sistema de patentes, a la vez que aumenta la privacidad y la libertad de expresión. El partido apoya un ingreso básico y quiere abolir el horario de verano.

## Juventud Pirata
El partido tiene una organización juvenil, la Juventud Pirata (en finés: Piraattinuoret). Fue fundada el 5 de febrero de 2009 en Helsinki. Tiene un límite de edad superior de 28 años. La membresía de Piraattinuoret es gratuita. 

## Desempeño electoral

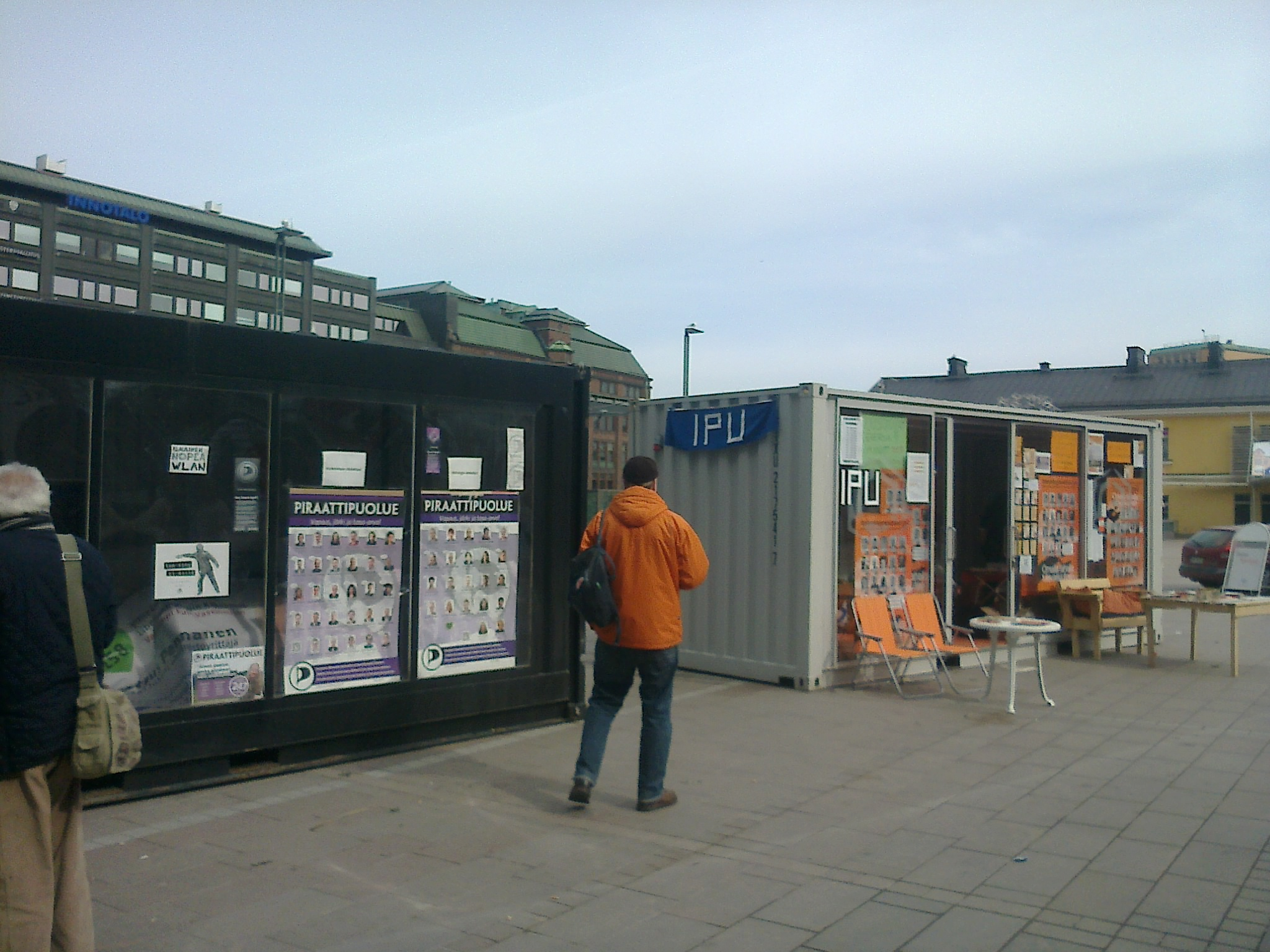
Estaciones de campaña electoral para el Partido Pirata y el Partido de la Independencia en Narinkkatori en Helsinki.

### Elecciones parlamentarias
| Año  | Elegidos | Votos        | Porcentaje |
| ---- | -------- | ------------ | ---------- |
| 2011 | 0        | 15.103 (#9)  | 0,51%      |
| 2015 | 0        | 25.105 (#9)  | 0,85%      |
| 2019 | 0        | 19.032 (#11) | 0,62%      |
| 2023 | 0        | 3.063 (#16)  | 0,10%      |

### Elecciones parlamentarias europeas
| Año  | Elegidos | Votos  | Porcentaje | Ref.   |
| ---- | -------- | ------ | ---------- | ------ |
| 2014 | 0        | 12.355 | 0.7%       |        |
| 2019 | 0        | 12.579 | 0.7%       | [ 16 ] |

### Elecciones municipales
| Año  | Elegidos | Votos | Porcentaje |
| ---- | -------- | ----- | ---------- |
| 2012 | 0        | 5.986 | 0.2%       |
| 2017 | 2        | 9.075 | 0.4%       |

Fuente:

## Presidencia del Partido

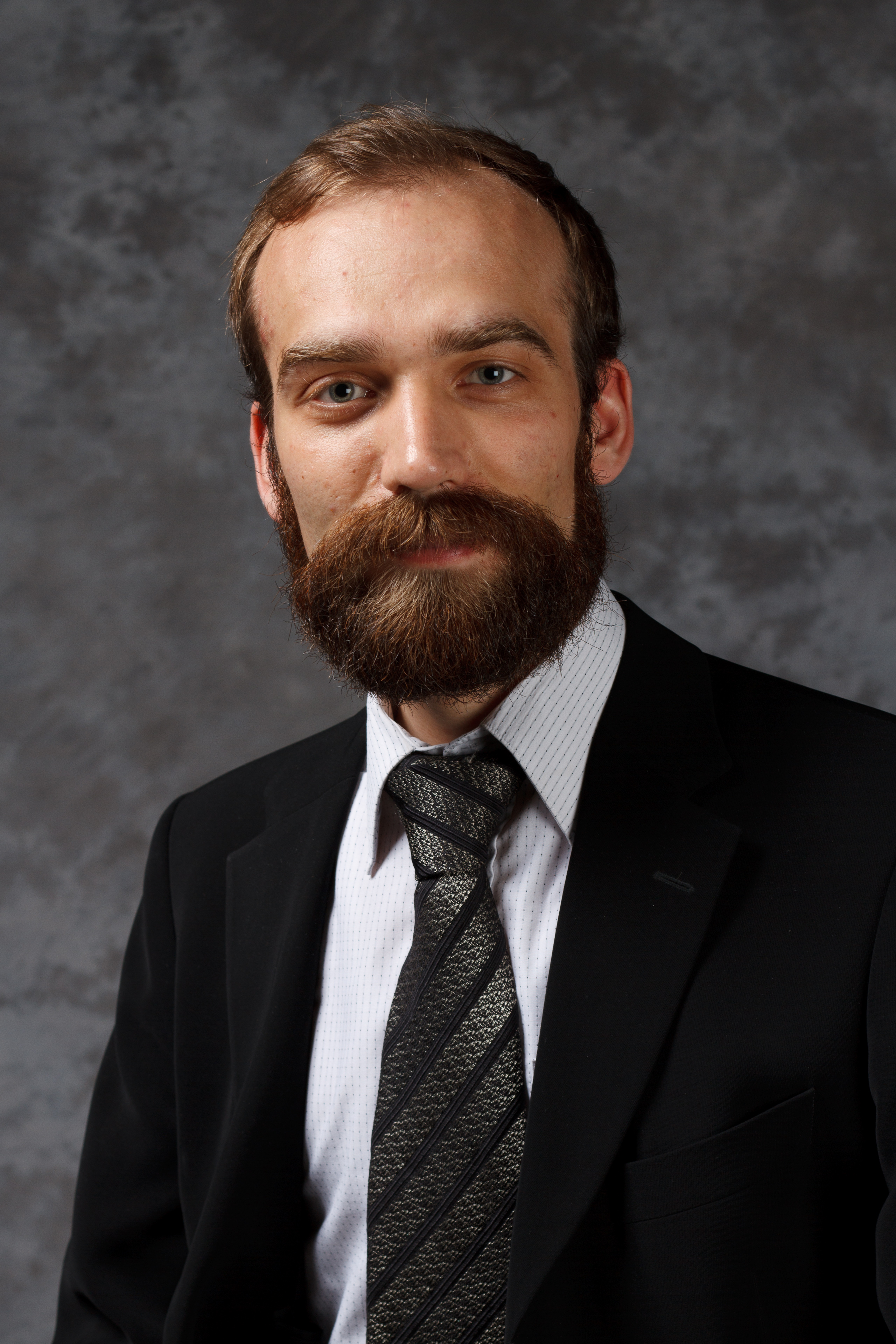
El expresidente del partido Harri Kivistö.

- Carl E. Wahlman (2008)
- Pasi Palmulehto (2008-2012)
- Harri Kivistö (2012-2014)
- Tapani Karvinen (2014-2016)
- Jonna Purojärvi (2016-2018)
- Petrus Pennanen (2018-2019)
- Pekka Mustonen (2019-2020)
- Riikka Nieminen (2020-presente)